# Almanaque
Un almanaque es un registro y/o catálogo que comprende todos los días del año, distribuidos por meses, con datos astronómicos, como ortos y ocasos del Sol, su entrada en cada signo del Zodíaco, principio de las estaciones, fases de la Luna, etc., y con otras muchas noticias relativas a los actos religiosos y civiles, principalmente de santos y festividades. La palabra almanaque proviene de la árabe المناخ al-manākh, "el clima", reflejando su propósito original utilizado para la agricultura donde proporcionaba información sobre estaciones y el clima.

## Historia

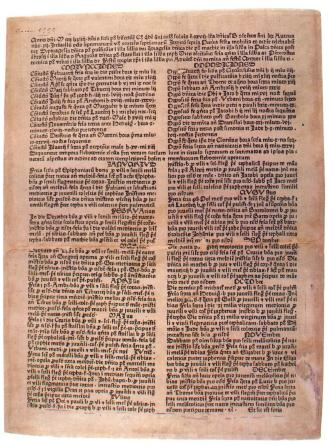
Calendarium cracoviense, un almanaque del año 1474

El precursor del almanaque fue el calendario climático griego, el Parapegma. Ptolomeo, el astrónomo de Alejandría (siglo I d. C.) escribió un tratado, Phaseis -"fases de las estrellas y colección de los cambios climáticos" es la traducción completa de su título completo- la base de un Parapegma, donde aparecen una lista de cambios climáticos en las estaciones regulares, las primeras y últimas apariciones de estrellas y constelaciones al amanecer y al anochecer, y eventos solares tales como solsticios, organizados de acuerdo al año solar. Con los cómputos astronómicos se predecían los fenómenos climáticos, compuestos como un resumen de las observaciones hechas por las varias autoridades del pasado. La Parapegmata fue compuesta durante siglos.
Ptolomeo creyó que los fenómenos astronómicos causaban los cambios en el clima estacional; su explicación de por qué no había una correlación exacta de estos acontecimientos fue que las influencias físicas de otros cuerpos celestes también intervenían. Por lo tanto, para él la predicción del tiempo era considerada como una división de la astrología.
En Occidente, árabes, judíos y conversos importaron, elaboraron y adaptaron, los antecedentes de los calendarios actuales. Inicialmente, además de los pronósticos, incluían algunos consejos de moral o de higiene. La invención de la imprenta y la aparición de la prensa tipográfica posibilitaron una mejor difusión de los almanaques, con una progresiva aceptación e interés de un público cada vez mayor. El carácter sintetizado de las informaciones y, fundamentalmente, la naturaleza astrológica y astronómica de los contenidos, convierten a los almanaques en publicaciones privilegiadas y muy populares, con una importante difusión entre las distintas clases sociales. 
Los almanaques o calendarios son considerados en el ámbito de la literatura popular como literatura de hilo o cordel. Una definición que no tiene nada de peyorativa y que se debe a la manera como era hecha la propaganda y venta de estas publicaciones, que se colgaban con un hilo en las cristaleras de las librerías. Una costumbre que todavía continúa viva en muchos lugares del mundo. De acuerdo con su uso popular, podríamos clasificar los almanaques en dos grupos: de una parte los de pequeño folletín, dirigidos a poblaciones rurales o de los alrededores de las ciudades y por la otra los que tienen un mayor número de páginas, incluso como si fueran pequeños libros, en forma de volúmenes destinados a un público más burgués y urbano. 
Cuando los almanaques fueron concebidos por primera vez, la gente todavía vio muy poca diferencia entre predecir los movimientos de las estrellas y de las mareas, y predecir el futuro en el sentido de la adivinación. Uno de los sabios españoles en percibir la importancia de un almanaque es Rodrigo Çamorano cosmógrafo de Felipe II y así lo atestigua en su obra de Cronología y Repertorio de la razón de los tiempos escrita en 1585. 
Uno de los almanaques más antiguos que se editan en España es el Calendario Zaragozano-El Firmamento que fue fundado en 1840 continua publicándose. En 1873 apareció el Calendario del Profeta. Se edita en Alcoy (Alicante) por M. Gosálbez Botí. En Barcelona en 1876 aparece el Calendario del Ermitaño de los Pirineos. Se define como "almanaque religioso, astronómico y literario y está “arreglado al Meridiano de Barcelona, según el horario de España, con el Santoral del Martirologio Romano Español". Desde sus inicios está escrito en castellano y desde 2015 también en catalán. Lleva más de 140 años de publicación. En las Baleares se editan ocho calendarios. También son conocidos con el nombre de parenòstic en catalán. El más antiguo es el Calendario para las Islas Baleares... que edita actualmente la empresa Hora Nova. Antiguamente en Ibiza salió El Pitiuso (1945-1979) que editó el folclorista Joan Castelló Guasch. Fue reanudado en catalán por el Institut d'Estudis Eivissencs diez años después. En catalán también se publican los almanaques siguientes: Calendari dels Pagesos (Barcelona), Calendari Porrerenc (desde 1994 en Porreras, Baleares), Calendari dels Brillants (Benissa, Alicante), Calendari Mallorquí de S'Arenal (Llucmajor) y el Calendari Mallorquí de Sa Plaça. En gallego se publican O Gaiteiro de Lugo y O Mintireiro verdadeiro. 
Torres Villarroel publicó Los Piscatores, de influencia inglesa.
En América el almanaque más antiguo es el Calendario del más Antiguo Galván, editado ininterrumpidamente en la Ciudad de México desde 1827. Nació en la antigua Imprenta Murguía, en la capital mexicana, y debe su nombre a su primer editor, Mariano Galván Rivera. Entre la sociedad mexicana, el calendario está asociado tradicionalmente al uso agrícola, debido a la práctica campesina en México de velar los ciclos de siembra y cosecha con las fases lunares. También se tiene registro de su uso para la tradición del corte de pelo en las mujeres, asociado a las fases lunares, y para el hallazgo de nombre para las personas.

### Almanaques contemporáneos
Los almanaques actualmente publicados contemporáneos tales como el Almanaque Mundial, The New York Times Almanac o el The Old Farmer's Almanac han ampliado su alcance y contenido más allá de sus contrapartes históricas. Los almanaques de hoy incluyen una presentación comprensiva de datos estadísticos y descriptivos que cubren al mundo entero. El contenido también incluye discusiones sobre temas de interés y un resumen de los acontecimientos históricos recientes.
Los temas más importantes cubiertos en los almanaques (reflejados en sus tablas de contenido) incluyen a: la geografía, gobierno, demografía, agricultura, economía y negocios, salud y medicina, religión, medios de comunicación, transporte, ciencia y tecnología, deporte, y premiaciones.
También se publican algunos almanaques especializados, por ejemplo el almanaque de la política norteamericana (The Almanac of American Politics) publicado por el National Journal (Diario Nacional).
En 2004, el antiguo editor de Utne Reader, Eric Utne comenzó a publicar el Cosmo Doogood's Urban Almanac (Almanaque Urbano Doogood). El contenido de este almanaque incluye un calendario diario, guías del cielo y la noche, predicciones del tiempo, una guía de campo sobre la flora y fauna urbana, poemas, proverbios, cotizaciones, y refranes famosos, historias detrás de los días festivos, festivales, y acontecimientos históricos, cumpleaños y fechas de la muerte de diversa gente famosa, proclamaciones, canciones, recetas, acontecimientos astronómicos, etc.
En Italia podríamos destacar como almanaque clásico y moderno a la vez el Almanacco Barbanera y Il Vero Sesto Cajo Baccelli (Florencia). En Portugal son famosos O Seringador (Oporto) y Borda d'Agua (Lisboa). En Europa también destacan el 
Old Moore's Almanack y Mondplaner (Múnich, Alemania).

### Por país
- Almanaque Interanual con feriados argentinos Archivado el 22 de junio de 2018 en Wayback Machine.
- Almanaque del Norte de Chipre
- Libro Almanaque Escuela Para Todos (Centroamérica)

- Datos: Q171341
- Multimedia: Almanacs / Q171341